# Vasile Falaus
Vasile Falaus (n. 1886, Nadiș, Sălaj județul Sălaj – d. 1971, Nadiș, Sălaj, județul Sălaj) a fost un deputat în Marea Adunare Națională de la Alba Iulia, organismul legislativ reprezentativ al „tuturor românilor din Transilvania, Banat și Țara Ungurească”, cel care a adoptat hotărârea privind Unirea Transilvaniei cu România, la 1 decembrie 1918.

## Biografie
Membru fondator al căminului cultural „Nicolae Iorga”, înființat după Unirea din 1918. 
A fost reprezentantul S.A ,,Distribuția” din București pentru județul Sălaj. A fost decorat cu medalia „A- 50-a aniversare a Marii Uniri”.